# Риздвянка (Харьковская область)
Риздвянка (укр. Різдвянка), село, 
Садовский сельский совет,
Лозовский район,
Харьковская область.
Код КОАТУУ — 6323986005. Население по переписи 2001 года составляет 71 (35/36 м/ж) человек.

## Географическое положение
Село Риздвянка находится на левом берегу реки Бритай,
выше по течению примыкает село Бритай,
на противоположном берегу — село Садовое.
Через село проходит автомобильная дорога Т-2109.

## История
- 1842 — дата основания.